# トンネル音響顕微鏡
トンネル音響顕微鏡（トンネルおんきょうけんびきょう、Tunneling Acoustic Microscope : TAM）は走査型プローブ顕微鏡の一種。

## 概要
振動する探針を試料に近接させることで相互作用により、試料表面が微細な超音波の音源になるので順次走査することで音源に関わる表面形状や誘電率、電荷分布の情報を高分解能で得る。
探針を試料に極めて近接させて圧電変位素子で走査する走査型プローブ顕微鏡の一種で探針と試料間の相互作用領域は極めて限定されていて間隙変化を高感度、高精度で検出する。試料には圧電素子が固着されていてZ軸駆動用の圧電素子によって振動(70kHz程度)する探針が近接すると相互作用によって生じた音波が試料表面へと伝播してその振動を試料に固着された圧電素子によって電気信号として検出する。検出された電気信号は探針振動周波数を透過するバンドパスフィルターを通じて整流され、この信号の強度と参照値との差信号がZ軸の制御に使用されることで探針と試料間の間隙を一定に維持した状態で走査して表面の凸凹を画像化する。
同様に探針と試料間に電圧を印加する事で生じる静電気力も同様に探針の振動により変調されているのでロックインアンプで同期検出(探針の振動周波数)して試料の誘電率の分布および、電荷の分布の画像化がもたらされる。

## 用途
- 表面の形状、表面電位、誘電率の分布の観察